# Vasconcellea peruviensis
Vasconcellea peruviensis es una especie del género de plantas Vasconcellea, comúnmente conocida como "papaya de altura". Crece en la región de Amazonas, particularmente en la ceja de selva. Fue descrita por primera vez en un estudio de los investigadores del INDES - CES, de la Universidad Nacional Toribio Rodríguez Mendoza. El estudio se llevó a cabo durante tres años en la zona norte del Perú.

## Taxonomía
Vasconcellea peruviensis fue descrita por Daniel Tineo y Danilo Calderón y publicada en la revista científica PLOS ONE en 2020.